# Laetitia Grimaldi
Laetitia Grimaldi Spitzer est une soprano lyrique française, diplômée de la Juilliard School de New York.

## Biographie
Née à Tours, Laetitia Grimaldi passe son enfance à Lisbonne et à Londres. Après avoir commencé ses études vocales avec Teresa Berganza, elle poursuit ses études à New York, d'abord à la Manhattan School of Music, puis à la Juilliard School.
Au cours de ses études à la Juilliard School, elle remporte le premier prix au Concours Kate Neal Kinley Memorial. En parallèle, elle participe à des classes de maîtres d'artistes prestigieux tels que Sir Thomas Allen, Alfred Brendel, Dame Emma Kirkby, Ileana Cotrubaş, Thomas Quasthoff, François le Roux, Malcolm Martineau, Christian Ivaldi et Masaaki Suzuki, entre autres. En 2013, elle remporte le 2ème prix de chant au concours international de musique Léopold Bellan à Paris. Depuis 2015, elle est encadrée par le célèbre baryton allemand Matthias Goerne.
En 2017, elle reçoit les premiers prix de mélodies au concours international Robert Massard à Bordeaux, le premier Grand prix au concours international de mélodies françaises du Festival Classica à Montréal et le prix international Pro Musicis.
Elle fait ses débuts au Carnegie Hall en 2013 et se produit depuis dans des festivals tels que le Verbier Festival en Suisse, le Festival international d'art lyrique d'Aix-en-Provence en France, le Ravinia Festival à Chicago, le Norwich Concert Series (Royaume-Uni), le Menuhin Festival à Gstaad, en Suisse et le Festival de musique de Leipzig (Allemagne),,.
Le 6 novembre 2020, elle se produit à la salle Cortot sur RecitHall en raison de la pandémie de Covid.